# Faculté de médecine et de pharmacie d'Oujda
 (décembre 2013).
Si vous disposez d'ouvrages ou d'articles de référence ou si vous connaissez des sites web de qualité traitant du thème abordé ici, merci de compléter l'article en donnant les références utiles à sa vérifiabilité et en les liant à la section « Notes et références ».
La faculté de médecine et de pharmacie d'Oujda (FMP-Oujda) est l'un des cinq établissements d'enseignement supérieur public marocain de médecine et de pharmacie. Elle est affiliée à l'université Mohamed Ier d'Oujda. 
Créée en 2008, elle est donc la plus jeune des facultés de médecine du royaume. Elle accueille chaque année deux cents étudiants encadrés par une quarantaine d’enseignants.

## Enseignement
Après la réussite au baccalauréat et du concours d’accès  à la FMPO, le cursus se divise en 3 cycles:
1. le 1er cycle se constitue des deux premières années .
2. le 2e cycle s’étale sur 3 ans La dernière année se clôt par un examen qui détermine le choix de spécialité d’internat et le futur secteur géographique d’exercice.
3. le 3e cycle, 2 ans, correspond à l’internat.

Après la soutenance de la thèse, l’étudiant obtient le diplôme de docteur en médecine.

## Administration
Le Doyen : Pr Serraj Khalid
Le Vice Doyen : Pr Hakkou Abdelkader
Le Vice Doyen : Pr Rim El Amrani

### Services administratifs
- Service Cours et Examens
- Service affaires estudiantines
- Service des ressources humaines
- Service Internat-Residanat
- Services des affaires économiques
- Service Informatique
- Bibliothèque

## Missions et objectifs
La Faculté de Médecine et de pharmacie d’Oujda ; comme toutes les autres facultés du Royaume ; a  des missions qui consistent en :
- La dispense d’une formation  médicale de base  pour les étudiants qui s’y inscrivent ;et une formation continue – une sorte de mise à niveau-  pour des médecins afin de  leur donner un savoir médical  les rendant capables de répondre aux besoins sanitaires de la population selon les standards internationaux de qualité.

- Le développement de la recherche dans les différents domaines des sciences de la santé afin de promouvoir le bien être  de la population

Objectifs institutionnels du futur médecin :
Expert : Au terme de sa formation à la faculté de médecine  le futur médecin doit être capable de prendre en charge les pathologies les plus fréquentes aux stades de la prévention, du traitement curatif, palliatif  et de réadaptation, et ce conformément aux standards internationaux de qualité
Collaborateur : Il doit avoir un esprit de travail  en équipe avec l’ensemble des intervenants dans le domaine de la santé
Communicateur : la communication de nos temps est d’une importance capitale pour l. Aussi le futur médecin  doit  avoir cette  qualité afin de communiquer  aisément avec les patients, la famille, les confrères et les partenaires sociaux
Gestionnaire : Il doit  avoir aussi l’esprit de gestionnaire rationnel afin de gérer de façon efficiente les ressources du système de santé dont il dispose.
Erudit : il doit mettre en œuvre les moyens et les ressources disponibles en vue d’une formation continue autonome afin d’être au courant de toutes les nouveautés du domaine médical et de tout ce qui a trait à la santé.
Promoteur de la santé : il doit assurer une promotion de la santé à l’échelle individuelle et collective
Professionnel : Il doit respecter dans son exercice professionnel les dispositions légales et réglementaires ainsi que les règles d’éthique et de déontologie

## La faculté en chiffres
- Un grand CHU : CHU Mohammed VI .
- Aux environs de 1 800 étudiants venus d'Oujda et des villes avoisinantes, dont 300 étrangers notamment des tunisiens, des étudiants du moyen orient et des subsahariens.
- 85 Personnels enseignants.
- 22 personnels administratifs et techniques.
- 13 175 m2 de locaux destinés à l’enseignement et à la recherche.
- 1 site hospitalier de la région « AL FARABI »  sous convention.

## Équipements
Le bâtiment siège de la Faculté, comprend les services administratifs et techniques, quatre amphithéâtres et plus d’une dizaine salles d’enseignements. Un bloc abrite les laboratoires.
Étudiants, enseignants, chercheurs et personnels ont à leur disposition :
- Une bibliothèque regroupant 1 943 ouvrages, deux salles de lecture destinées aux étudiants et enseignants.
- Une salle de conférence accompagnée d’un service de sonorisation complet
- Deux salles informatiques
- Un service commun d’animalerie
- Une cafétéria
- Des salles de réunions
- Des locaux sociaux et sportifs

## Vie estudiantine
La vie estudiantine à la faculté de Médecine et de Pharmacie d'Oujda est particulièrement animée, notamment grâce au Conseil des étudiants et à l'Union Culturelle des Etudiants en Medecine UCEMO,  une association qui réunit les étudiants dont le but d'animer la vie estudiantine que ce soit dans le domaine médical, social, sportif et culturelle. Cette dernière permet aussi l'ouverture de la Faculté au monde, en offrant des échanges professionnels et de recherches à travers la planète aux étudiants. UCEMO est devenu comité local d'IFMSA-Morocco et est considérée comme l'une des meilleurs associations estudiantine d'Oujda.